# Dietrich (Idaho)
Dietrich – miasto w Stanach Zjednoczonych, w stanie Idaho, w hrabstwie Lincoln.